# Nazir Ahmed, Baron Ahmed
Nazir Ahmed, Baron Ahmed (n. 1958 în Pakistan) este un om politic britanic, primul musulman care a fost numit membru în Camera Lorzilor. După numirea sa în Camera Lorzilor în 1998, Nazir Ahmed a devenit Lord Ahmed. Nazir Ahmed, Lord Ahmed, a devenit membru al Partidului Labour de la vârsta de 18 ani. El este suspendat din Camera Lorzilor pentru infracțiuni sexuale.